# Diérèse en français
Une diérèse est la séparation d'une syllabe en deux par vocalisation d'une spirante : par diérèse le mot lion (normalement monosyllabe [ljɔ̃]) peut être lu [ljɔ̃] ou bien [li'ɔ̃] (par vocalisation de [j] en [i]), mais le plus souvent un élément spirant demeure : [lijɔ̃]. Dans certaines parties de la francophonie (en Belgique, par exemple), ce phénomène est commun.
Le français standard ignore ce passage de [j] à [ij] sauf dans quelques mots comme hier, prononcé aussi bien [jɛr] que [ijɛr] selon le contexte. Le passage à [ij] est, en revanche, la norme après un groupe consonne + [r] ou [l], ainsi, plions se lit [plijɔ̃] et prions [prijɔ̃].

## Évolution phonétique de la séquence «-ier»
Cependant, jusqu'au XVIe siècle, le suffixe -ier était monosyllabique même en pareil cas ; dans ce siècle, Pierre de Ronsard, dans son Ode contre les bûcherons de la forêt de Gastine, s'écrie encore :
Sacrilège meurtrier, si l'on pend un voleur

Pour piller un butin de bien peu de valeur
et Jean de La Fontaine n'hésite pas à écrire un siècle plus tard :
Mais beaux et bons sangliers, daims et cerfs bons et beaux
L'Académie française d'ailleurs, dans ses Sentiments sur le Cid fait ce reproche à Pierre Corneille :
« Ce mot de meurtrier qu'il répète souvent le faisant de trois syllabes n'est que de deux. »
et c'est peut-être la raison pour laquelle, dans Andromaque, Jean Racine n'emploie pas une seule fois le mot[réf. nécessaire] : il fallait ne choquer ni les pédants ni les oreilles. On ne le rencontre qu'à la fin de son œuvre, où une des filles du chœur ose dire, dans Athalie :
Les glaives meurtriers, les lances homicides
et on peut lire aussi dans la même pièce :
Les Tyriens, jetant armes et boucliers
Dès 1666, Gilles Ménage, dans ses Observations sur les poésies de Malherbe avait d’ailleurs écrit : 
« Du temps de Malherbe vou dri ez, li vri ez étaient dissyllabes ; mais aujourd'hui cet i précédé d'une muette et d'une liquide, et suivi de la voyelle e, est constamment de deux syllabes. Notre poésie a cette obligation avec plusieurs autres à M. Corneille qui, dans sa tragi-comédie du Cid, a osé le premier faire meur tri er de trois syllabes. Je sais bien qu'il en a été repris par Messieurs de l'Académie, dans leurs sentimens sur cette tragi-comédie ; mais le temps a fait voir que ç'a été injustement et qu'on devait le louer de cette nouveauté. Tous les nouveaux poëtes généralement en usent de la sorte. »
Le siècle suivant, Voltaire, en commentant Corneille, censure la condamnation de l'Académie :
« Meurtrier, sanglier, etc. sont de trois syllabes : ce serait faire une contraction très vicieuse et prononcer sangler, meurtrer que de réduire ces trois syllabes très distinctes à deux. »
Sur cette diérèse, Louis Quicherat, au XIXe siècle, donne de nombreux exemples de diérèse et de synérèse pour IÉ IER, IÈRE et IEZ dans son Traité de versification française, (Hachette, 1838) pp. 302-306.

## La diérèse dans la métrique classique française
En métrique, la diérèse, qui dépendait dans la poésie classique de critères habituellement étymologiques (elle était donc obligatoire pour certains mots et impossible dans d'autres), permet de gagner une syllabe dans le vers.
La diérèse étymologique était considérée comme obligatoire lorsque l'étymon comporte une consonne entre les deux voyelles accolées : la diérèse li-er était obligatoire car l'étymon ligare comporte un « g » entre l'« i » et l'« are » qui est devenu « er » .
La diérèse est également obligatoire lorsque les deux voyelles accolées existent déjà dans l'étymon : la diérèse rati-on vient de l'étymon  ratio.
L'application ou non de la diérèse ressortit plus actuellement à la licence poétique qu'à l'étymologie. 
L'inverse d'une diérèse est la synérèse, ou synizèse (bien que ces deux termes ne renvoient pas exactement à la même notion).